# DX远征

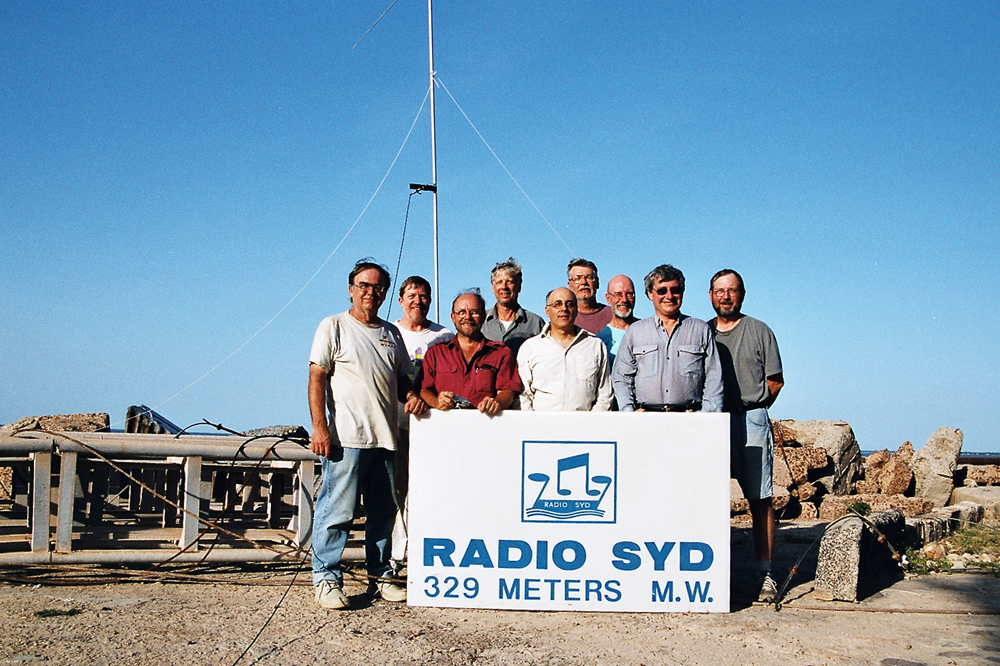
2003年10月，一群业余无线电爱好者前往冈比亚进行DX远征

DX远征，指前往对业余无线电爱好者或DX收听爱好者陌生的地方的探险，通常是因为那里地处偏远或者因为那里活跃的业余无线电爱好者较少。这些地方可能是一个岛屿、一个国家、或是地理网格上的某个特定地点。其中的DX是电报缩略语中的Distance（距离）。

## DX远征队和奖项
DX远征队是为了帮助而成立的。世界上有许多DX奖项，例如由ARRL（美国无线电转播联盟）赞助的DX世纪俱乐部（DXCC，DX Century Club）奖。该奖项的基本要求是与100个ARRL定义的不同“实体”联系并得到通联确认卡（QSL卡）。这些“实体”通常是不同的主权国家，有时也会是是国家内部划分的行政或地理区域，如离岛（如一些DX远征队专注于在偏僻的岛屿上进行操作，以获得由英国无线电协会颁发的“空中之岛”（IOTA,Island On The Air）奖。 
“DX实体”是指与其他司法管辖区/地点在政治上独立或物理上遥远（或两者兼而有之）的地点。例如：
- 尽管阿拉斯加和夏威夷都是美国的行政单位，但它们是独立的DX实体（它们是物理上独立的区域）;
- 小型独立国家，甚至是国土“嵌入”较大国家之内的国家，如梵蒂冈和摩纳哥都是DX实体；
- 其他实体包括国际电信联盟和联合国等跨国组织；
- 最后，一些具有历史或特殊地位的地区也被列入其中，例如撒丁岛、马耳他主权军事教团、南极洲和西撒哈拉。

## 活动地点
许多DX远征活动都在电力和补给充足的地方进行，通常是在业余无线电爱好者较少，且得到许可证难度较低的地方。许多加勒比海岛国、太平洋岛国以及欧洲小国人口很少，但拥有酒店、可靠的电力和充足的补给，并且很容易获得电台操作许可。
有些地区，例如朝鲜、阿索斯山和也门对无线电通信设备采取严格的监管。在这些地区，游客很难（甚至不可能）获得操作许可和电台等设备。
有些地点极其难以到达，例如彼得一世岛、坎贝尔岛、克利珀顿岛、纳瓦萨岛或德塞切奥岛。当业余无线电爱好者前往这些偏远地区时，他们必须首先获得他们前往的地区所属政治管辖区的许可，才能在当地进行无线电操作。即使在美国这样的国家，获得这种许可也很困难且成本高昂。例如，最近一次2024年8月前往贾维斯岛的DX远征队需要获得美国鱼类和野生动物管理局的许可才能进入和使用贾维斯岛国家野生动物保护区，这花费了远征队27,000美元。业余爱好者还必须照顾食物、水和发电机等必需品。